# Andronikos IV Palaiologos
Andronikos IV Palaiologos av Bysans, född 1348, död 1385, var monark i kejsardömet Bysans mellan år 1376 och 1379.